# Ababuj
Ababuj (aragónul Fababuix) település Spanyolországban, Teruel tartományban. Ababuj Aguilar del Alfambra, Allepuz, Escorihuela, Jorcas, Orrios és El Pobo községekkel határos. Lakosainak száma 74 fő (2024).

## Népesség
A település lakosságának változását az alábbi diagram mutatja:
| Lakosok száma | 84   | 89   | 82   | 80   | 73   | 65   | 73   | 73   | 72   | 74   |
|               | 2001 | 2004 | 2007 | 2009 | 2012 | 2014 | 2017 | 2019 | 2022 | 2024 |